# Droga Sudecka (Podgórzyn)

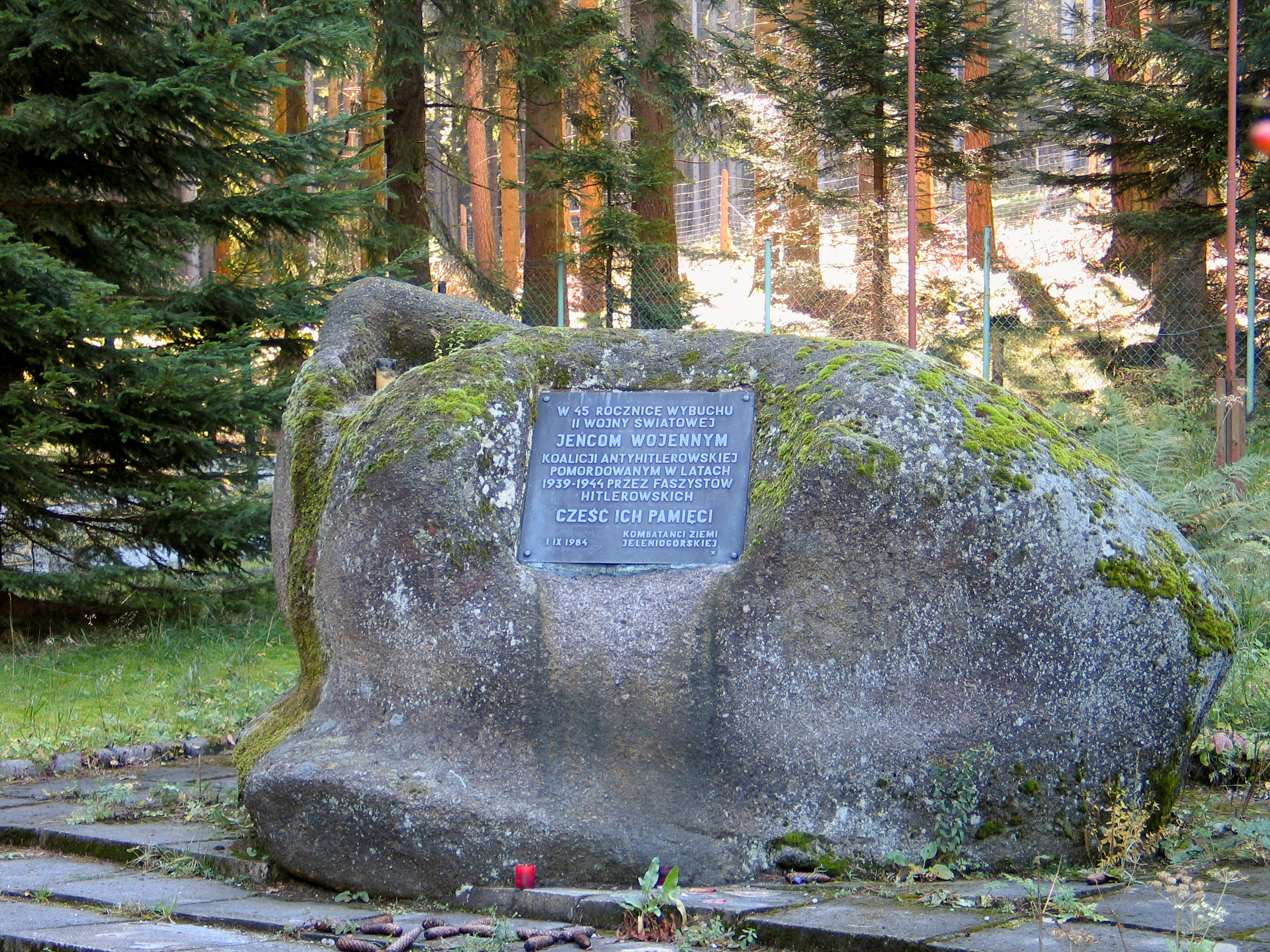
Pomnik na cmentarzu wojennym w Borowicach - budowniczych Drogi Sudeckiej

Droga Sudecka (niem. Spindlerpassstraße) – droga między Podgórzynem a Borowicami w województwie dolnośląskim. 

## Historia
Drogę, będącą elementem szerszego planu połączenia ówczesnej niemieckiej i czeskiej strony Karkonoszy rozpoczęto budować pod koniec lat trzydziestych XX wieku. Podczas II wojny światowej budowę kontynuowali robotnicy przymusowi i jeńcy wojenni przetrzymywani w Arbeitskommando 374 Hain, Riesengebirge. Przy pracach nad drogą brali udział Polacy (co najmniej 100 osób z cywilnego obozu pracy), jeńcy belgijscy (250), francuscy (200) i radzieccy (400). Przeciętny stan osobowy obozu jenieckiego wynosił 700 osób, w tym 300 Francuzów.
Budowę przerwano na przełomie lat 1944-1945. Liczbę zmarłych przy budowie jeńców szacuje się na 800 - 1000. W latach 70. myślano nad kontynuowaniem projektu, ostatecznie zrezygnowano.
Symboliczny cmentarz ofiar budowy drogi znajduje się w lesie nad Przesieką.